# Ignace Chappe
Pour les articles homonymes, voir Chappe.
Ignace Urbain Jean Chappe, frère aîné de Claude Chappe, fut administrateur des télégraphes. Il est né le 26 novembre 1762 à Laval, où son père remplissait un emploi supérieur dans l'administration des domaines, et est mort le 25 janvier 1829 à Paris. 

## Biographie

### Origine
Le père d'Ignace Chappe, contrôleur du domaine du roi au département de Laval, avait épousé Marie Devernay, d'une vieille famille de bourgeoisie (médecins et chirurgiens) lavalloise. Son frère René était receveur de l'enregistrement à Lassay, en 1793.
Ses quatre frères Claude, Pierre François, René et Abraham (1773 - 1849) vont chacun jouer un rôle dans le domaine du télégraphe.

Jean Chappe d'Auteroche (1728 - 1769), oncle de Claude Chappe, était originaire de Mauriac,  en Haute-Auvergne. Il fut nommé abbé commendataire à la fin de ses études au Collège Royal de la Flèche, mais il perdit sa sinécure pendant la Révolution française. À l'âge de vingt ans, il avait fait insérer dans le Journal de Physique un grand nombre de mémoires intéressants, qui lui donnèrent des titres pour être admis à la Société philomathique de Paris, où il fut reçu à la fin de l'année 1792.

### Politique
Après avoir étudié le droit, il est employé dans l'administration des finances, où son père était directeur général des domaines royaux. Receveur des gabelles, il devient procureur en 1786.
Il perd sa place à la Révolution française, ce qui ne l'empêcha pas d'en adopter les principes. Il fut élu procureur-syndic de la ville du Mans, et, peu de temps après, député de la Sarthe à l'assemblée législative.

### Télégraphe
Les frères Chappe ayant obtenu, vers la fin de 1791, l'autorisation de renouveler leurs expériences, placèrent d'abord leur machine sur un des pavillons de la barrière de l'Étoile ; mais elle fut renversée et brisée pendant la nuit. Six mois après, ils en élevèrent une autre à Ménilmontant dans le parc Saint-Fargeau. Cette fois la population, pensant qu'il s'agissait d'une tentative de communiquer avec Louis XVI enfermé dans le donjon du Temple, y mit le feu. Ils n'en continuèrent pas moins leurs essais et lorsqu'ils eurent arrêté définitivement la forme du télégraphe, ils le présentèrent à l'assemblée nationale, dans la séance du 22 mars 1792. Les événements qui suivirent retardèrent les rapports qu'ils sollicitaient sur l'utilité de leur découverte et ce ne fut que le 4 avril 1793 qu'ils furent autorisés à faire construire trois postes d'essai. 

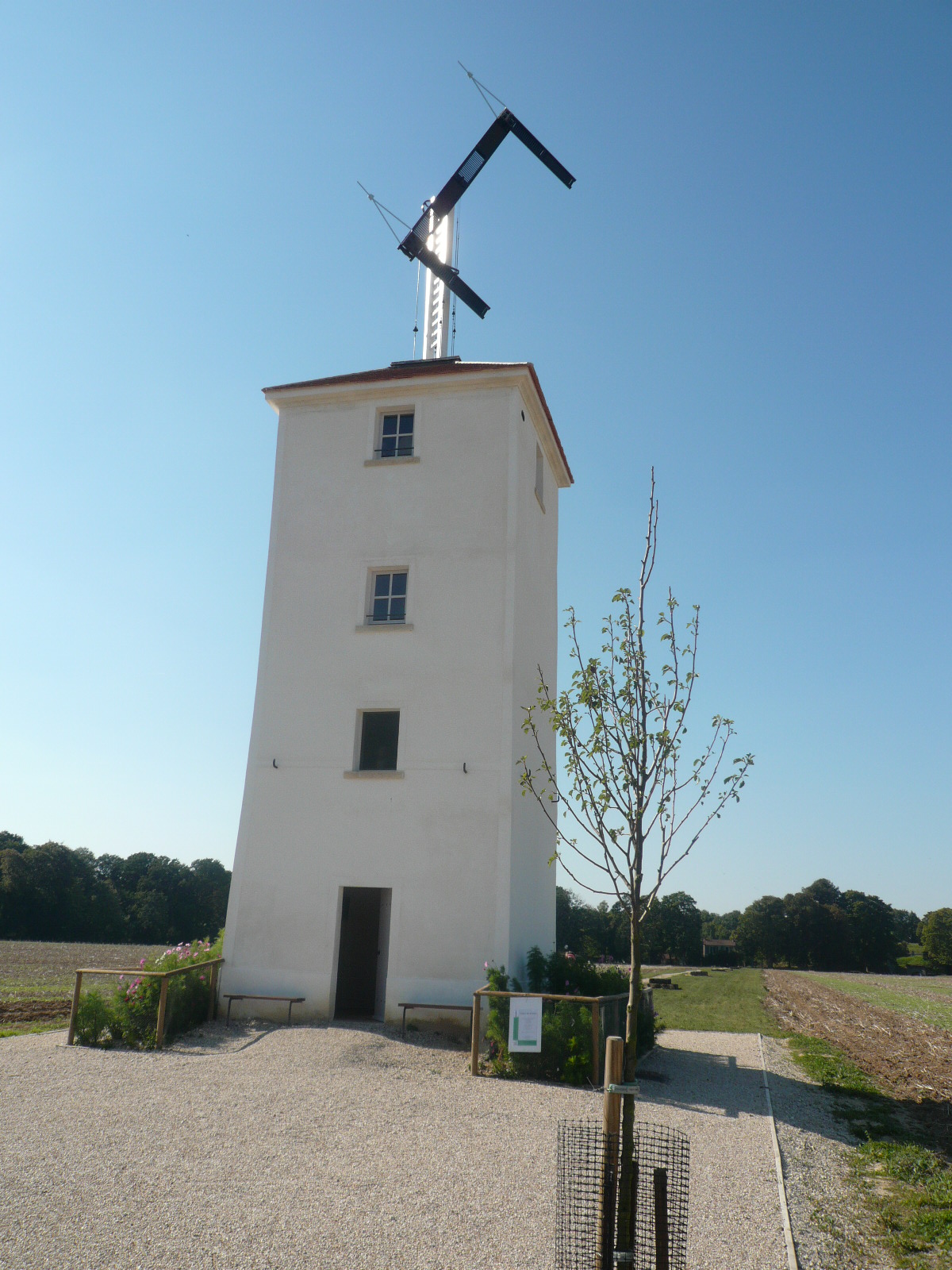
Tour de télégraphe Chappe à Marly-le-Roi

Tous les résultats ayant confirmé le mérite de leur invention, une première ligne télégraphique, établie de Paris à Lille, fut terminée à la fin de 1794. Elle fut prolongée jusqu'à Dunkerque en 1798, puis jusqu'à Bruxelles, et enfin Anvers et Amsterdam. Une seconde ligne, celle de Paris à Strasbourg, fut exécutée en 1797. Plus tard, elle fut prolongée jusqu'à Huningue, et en 1813, aux approches de l'invasion, un embranchement fut établi de Metz à Mayence, la ligne Metz-Mayence. Une troisième ligne fut construite en 1798 de Paris à Brest, et une quatrième en 1799 de Paris à Lyon, continuée en 1805 jusqu'à Turin et Milan, et en 1809 jusqu'à Venise. En 1814, la partie de cette ligne qui s'étendait de Lyon à Venise a été supprimée, mais elle a été remplacée par celle de Lyon à Toulon. Enfin, une ligne de Paris à Bayonne fut en activité à partir de 1825.
Franc-maçon, il est reçu le 7 avril 1805 au Grand Orient de France.

### L'empereur
En 1808, Abraham Chappe, un des quatre frères de l'inventeur, est attaché l'état-major général de l'empereur, pour établir une télégraphie militaire mobile, projet auquel il ne fut pas donné assez de suite. Ignace Chappe et Pierre Chappe avaient été nommés administrateurs des lignes télégraphiques avec leur frère Claude ; à la mort de celui-ci, survenue en 1803, les deux premiers restèrent seuls chargés de ces fonctions. Ignace Chappe reçoit en 1815 la croix de l'ordre de la Réunion, et en 1811 celle de la Légion d'honneur. Mis à la retraite, ainsi que Pierre Chappe, on les remplaça par leurs deux frères René et Abraham, qui avaient pris la part la plus active aux premières recherches de l'inventeur. Ignace Chappe meurt en 1829 et est enterré au cimetière du Père-Lachaise (29e division).

## Distinctions
- Chevalier de l'ordre de la Réunion

## Source
« Ignace Chappe », dans Louis-Gabriel Michaud, Biographie universelle ancienne et moderne : histoire par ordre alphabétique de la vie publique et privée de tous les hommes avec la collaboration de plus de 300 savants et littérateurs français ou étrangers, 2e édition, 1843-1865 [détail de l’édition]